# Marie Hermanson
Marie Hermanson, född 26 november 1956, är en svensk författare. 

## Biografi
Hermanson växte upp i Sävedalen i Partille tillsammans med tre syskon; hennes föräldrar var lärare. Hon gick på Journalisthögskolan i Göteborg och studerade sociologi och litteraturvetenskap vid Göteborgs universitet. Vid sidan om studierna arbetade hon extra som skötare på Lillhagens mentalsjukhus. Efter avslutad journalistutbildning arbetade hon som dagspressjournalist på olika tidningar.
År 1986 debuterade hon på Albert Bonniers förlag med Det finns ett hål i verkligheten, en samling berättelser, inspirerade av sagor och myter. Den Augustprisnominerade romanen Värddjuret (1995) blev hennes genombrott, och med Musselstranden (1998) nådde hon en stor läsekrets.
Recensenten Jenny Aschenbrenner skriver att Hermansons författarskap i flera av hennes böcker kännetecknas av "hennes blick för det skeva, hennes milda absurdism, det försynta vansinnet och det lite kärva okonstlade språket", men att boken Den stora utställningen (2018) växlat in på ett annat spår där hon diktat en fiktion kring verkliga händelser som ger många intressanta detaljer ur svenskt vardagsliv, förväntningar och framtidsutsikter i början av 1920-talet. Boken toppade listan över de mest utlånade böckerna på Göteborgs bibliotek 2018.
Boken Pestön (2021) är en fristående fortsättning till Den stora utställningen och utspelar sig i Göteborg 1925. Konstapel Nils Gunnarsson får ett svårlöst mordfall där spåren leder till den nedlagda karantänstationen Bronsholmen, med Känsö karantänsanläggning som en tydlig förebild. Romanen fångar atmosfär och stämning från 1920-talet med optimism om jämlikhet, sociala reformer och kvinnans frigörelse, som dock ännu inte var genomfört utan föremål för debatter, skisser och visioner.

### Tv-serier baserade på Hermanssons böcker
- 2009 – Mannen under trappan, thrillerserie i fyra avsnitt på SVT
- 2019 – Himmelsdalen, thrillerserie i åtta avsnitt på C More

## Priser och utmärkelser
- 1991 – Albert Bonniers stipendiefond för yngre och nyare författare
- 1997 – Partille Bokhandels författarstipendium
- 1999 – Göteborgs Stads författarstipendium
- 2005 – Bokhandelns val
- 2011 – BMF-plaketten för Himmelsdalen